# Solariola mariaeclarae
Solariola mariaeclarae (лат.) — вид жуков-долгоносиков рода Solariola из подсемейства Entiminae. Назван в честь Maria Chiara (младшей дочери Козимо Бавьера, Cosimo Baviera).

## Распространение
Встречаются в Италии, Сицилия (Catania, Calatabiano, Postoleone, на высотах 300—400 м).

## Описание
Жуки-долгоносики мелкого размера с узким телом, длина от 3,10 до 3,60 мм, ширина надкрылий 1 мм, длина рострума от 0,50 до 0,65 мм, ширина от 0,35 до 0,45 мм. От близких видов отличается беловато-жёлтыми щетинками (pappolepida) мезорострума, мелкими пунктурами надкрылий и коричневым оттенком кутикулы. Основная окраска тела коричневая. Усики 11-члениковые булавовидные. Глаза редуцированные. Скутеллюм очень мелкий. Коготки лапок одиночные. Встречаются в песчаных почвах. Предположительно ризофаги.

## Таксономия
Впервые был описан в 2019 году итальянскими энтомологами Чезаре Белло (Cesare Bello, Верона, Италия), Джузеппе Озелла (Giuseppe Osella, Верона) и Козимо Бавьера (Cosimo Baviera, Messina University, Мессина). По признаку наличия на пронотуме специализированных щетинок (echinopappolepida) и узкого рострума включают в состав видовой группы Solariola doderoi трибы Peritelini (или Otiorhynchini).